# Bitwa pod Poljaną
Bitwa pod Poljaną – bitwa stoczona na terytorium Jugosławii w dniach 14–15 maja 1945 r. Doszło do niej niedaleko Poljany, w gminie Prevalje (obecna Słowenia) i była ona zwieńczeniem serii starć pomiędzy Jugosłowiańską Armią Ludową (partyzantami) a wycofującą się na zachód kolumną wojsk Osi, liczącą ponad 30 tys. ludzi. Kolumna składała się z niemieckich jednostek Wehrmachtu, sił zbrojnych Niepodległego Państwa Chorwackiego, Czarnogórskiej Armii Narodowej (dawni czetnicy i ocaleni z bitwy o Lijevičkie pole) oraz Słoweńskiej Domobrany, bojowników innych faszystowskich formacji kolaboracyjnych, a nawet cywilów, którzy próbowali uciec do kontrolowanej przez Brytyjczyków Austrii.
Była to jedna z ostatnich bitew II wojny światowej w Europie (zob. bitwa o Odžak), stoczona w całości po kapitulacji III Rzeszy.

## Tło sytuacyjne
Siły Zbrojne Niepodległego Państwa Chorwackiego zostały przegrupowane w listopadzie 1944 r., aby połączyć oficjalną armię, Hrvatsko domobranstvo i paramilitarne bojówki ustaszowskie w 18 dywizjach, w tym 13 dywizjach piechoty, dwóch górskich, dwóch szturmowych i jednej dywizji zastępczej, każda z własną artylerią i innymi jednostkami wsparcia. Sporadycznie tworzono nawet jednostki pancerne. Od początku 1945 r. dywizje te były przydzielane do różnych korpusów niemieckich, a do marca 1945 r. utrzymywały Front Południowy.
Wiosną 1945 r. wojska niemieckie i ich sojusznicy znajdowali się w pełnym odwrocie w obliczu ofensywy armii jugosłowiańskiej. Na początku kwietnia jugosłowiańska 3 Armia, pod dowództwem Kosta Nađja przeszła przez region Podrawie, osiągając pozycję na północ od Zagrzebia i przekroczyła starą granicę austriacko-jugosłowiańską w sektorze Dravogradu. 3. Armia zamknęła pierścień okrążenia wokół sił Osi, gdy jej oddziały zmotoryzowane połączyły się z 4 Armią w Karyntii. W rezultacie niemiecka Grupa Armii E nie mogła uciec na północny zachód przez rzekę Drawa. Gen. Alexander Löhr, dowódca otoczonych wojsk, został zmuszony do podpisania 9 maja aktu bezwarunkowej kapitulacji sił pod jego dowództwem w Topolšicy koło Velenje w Słowenii. Jednak obawiając się zemsty partyzantów i ludności serbskiej za zbrodnie popełnione podczas okupacji Jugosławii, żołnierze Wehrmachtu wraz z jednostkami kolaboracyjnymi: Chorwackimi Siłami Zbrojnymi, Słoweńską Domobraną, Czarnogórską Armią Narodową i elementami innych frakcji, nadal stawiali opór i próbowali przedostać się na zachód, gdzie mieli nadzieję znaleźć się pod ochroną Brytyjczyków w Klagenfurcie.

## Bitwa
Tuż przed godziną 9:00 rano 14 maja znaczna liczba jednostek, głównie Chorwackich Sił Zbrojnych z niektórymi oddziałami Czarnogórskiej Armii Ludowej i Słoweńskiej Domobrany zbliżyła się do pozycji armii jugosłowiańskiej na farmie Šurnik pod Poljaną, żądając swobodnego przejścia na zachód. Partyzanci odmówili, po czym rozpoczął się ostrzał z obu stron. Ataki Chorwatów, wspierane ostrzałem artyleryjskim, nasiliły się po południu, wieczorem i trwały przez całą noc, żeby ostatecznie ustać rankiem 15 maja wraz z przybyciem około 20 brytyjskich czołgów. Nastąpiły nerwowe negocjacje, podczas których brytyjscy oficerowie jasno stwierdzili, że nie zaoferują pomocy kolaborantom i że ich poddanie się armii jugosłowiańskiej jest jedyną opcją, aby uszli z życiem. Białe flagi na znak kapitulacji zostały podniesione około godz. 16:00 15 maja.
Według szacunków armii jugosłowiańskiej w bitwie zginęło co najmniej 310 członków Chorwackich Sił Zbrojnych i innych formacji wojsk Osi, a 250 zostało rannych. Po stronie partyzantów straty były znacznie niższe, mniejsze niż 100 zabitych i rannych.
Jeszcze 15 maja rozpoczęła się masakra w Bleiburgu, w której oddziały jugosłowiańskiej partyzantki zamordowały wielu spośród jeńców wziętych do niewoli pod Poljaną.